# Urinska kiselina
Urinska kiselina, mokraćna kiselina je heterociklično jedinjenje ugljenika, azota, kiseonika, i vodonika sa formulom .

## Hemija
Urinska kiselina je dvobazna kiselina sa =5,4 i =10,3. Iz tog razloga ona u jakim bazama sa visokim pH formira dvostruko naelektrisani uratni jon, dok na biološkom pH, ili u prisustvu ugljene kiseline ili karbonatnog jona, formira jednostruko naelektrisani vodonik-uratni jon pošto je njegov  veći od  ugljene kiseline. Pošto se tako slabo jonizuje, njene soli teže hidrolizi nazad u vodonik-uratne soli i slobodnu bazu sa približno neutralnim vrednostima pH. Ova kiselina je aromatična jer je derivat purina.
Kao dvociklični, heterociklični purinski derivat, urinska kiselina ne prima protone na isti način kao karboksilne kiseline. Studije difrakcije vodonik-uratnog jona rendgenskim zracima u kristalima amonijumvodonik-urata, formiranih in vivo kao gihtni depoziti, pokazuju da keto-kiseonik u poziciji 2 tautomera purinske strukture postoji kao hidroksilna grupa i da dva susedna atoma azota u pozicijama 1 i 3 dele jonsko naelektrisanje u šestočlanom, pi-rezonancom stabilizovanom prstenu.
Dok većina organskih kiselina gubi protone jonizacijom polarne vodonično-kiseonične veze, što je obično praćeno nekom vrstom rezonantne stabilizacije (pri čemu nastaje karboksilatni jon), ova kiselina gubi protone na atomu azota i koristi tautomernu keto-hidroksilnu grupu kao oksidacionu grupu da bi se uvećala  vrednost. Petočlani prsten takođe poseduje keto grupu (u poziciji 8), okruženu sa dve sekundarne amino grupe (u pozicijama 7 i 9), a gubitak protona u jednoj od njih pri visokom pH može da objasni  i ponašanje poput dvobazne kiseline. Slično tautomerno preuređivanje i pi-rezonantna stabilizacija bi proizveli jon sa određenim stepenom stabilnosti. (Na strukturi prikazanoj gore levo, NH u gornjem levom uglu na šestočlanom prstenu je pozicija 1, brojeći u smeru kazaljki na satu duž šestočlanog prstena do pozicije 6 za keto ugljenik na vrhu tog prstena. Gornji NH u petočlanom prstenu je pozicija 7, brojeći u smeru kazaljki na satu duž ovog prstena do donjeg NH, koji ima poziciju 9.)

### Rastvorljivost urinske kiseline i njenih soli
Rastvorljivost mokraćne kiseline, njenih alkalnih i zemnoalkalnih soli u vodi je veoma niska. Rastvorljivost ovih materijala u toploj vodi je nešto veća i omogućava rekristalizaciju. Rastvorljivost ove kiseline i njenih soli u etanolu je veoma niska ili zanemarljiva. U mešavinama etanola i vode rastvorljivosti su negde između krajnjih vrednosti za čist etanol i čistu vodu.
| Jedinjenje        | Hladna voda | Ključala voda |
| ----------------- | ----------- | ------------- |
| Mokraćna kiselina | 15000       | 2000          |
| NH4H-urat         | -           | 1600          |
| LiH-urat          | 370         | 39            |
| NaH-urat          | 1175        | 124           |
| KH-urat           | 790         | 75            |
| Mg(H-urat)2       | 3750        | 160           |
| Ca(H-urat)2       | 603         | 276           |
| Na2-urat          | 77          | -             |
| K2-urat           | 44          | 35            |
| Ca-urat           | 1500        | 1440          |
| Sr-urat           | 4300        | 1790          |
| Ba-urat           | 7900        | 2700          |

Numeričke vrednosti u gornjoj tabeli indikuju kolika je masa vode neophodna da bi se rastvorila jedinica mase jedinjenja. Što je ova vrednost manja, to je rastvorljivija supstanca u datom rastvaraču

## Biologija
Mokraćnu kiselinu proizvodi ksantin oksidaza iz ksantina i hipoksantina, dok se ti supstrati formiraju iz purina. Urinska kiselina je toksičnija za tkiva nego ksantin ili hipoksantin. Urinska kiselina se oslobađa u hipoksičnim uslovima.
Kod ljudi i viših primata, urinska kiselina je krajnji oksidacioni proizvod metabolizma purina i izlučuje se u urin. Kod većine drugih sisara, enzim urikaza dalje oksiduje urinsku kiselinu do alantoina. Gubitak urikaze kod viših primata je u paraleli sa sličnim gubitkom sposobnosti sinteze askorbinske kiseline. Urinska i askorbinska kiselina su jaki redukcioni agensi (elektron donori) i snažni antioksidansi. Kod ljudi više od polovine antioksidantskog kapaciteta krvne plazme potiče od mokraćne kiseline. Pas dalmatinac ima genetski defekt apsorpcije mokraćne kiseline u jetri. To dovodi do smanjenog pretvaranja u alantoin, tako da ova vrsta psa u urin izlučuje mokraćnu kiselinu, a ne alantoin.
Kod ptica, reptila i nekih pustinjskih sisara (npr. kengurskog pacova), urinska kiselina je takođe krajnji proizvod metabolizma purina, ali se izlučuje izmetom kao suva masa. To je omogućeno kompleksnim metaboličkim putem koji je energetski neefikasan u poređenju sa probavom drugog azotnog otpada kao što su urea (iz ciklusa uree) ili amonijak, ali mu je prednost manji gubitak vode.
Kod ljudi se oko 70% dnevnog izlučivanja urinske kiseline odvija putem bubrega. Kod 5-25% ljudi smanjena renalna ekskrecija dovodi do hiperuricemije.

## Genetika
Deo ljudske populacije ima mutacije u proteinima odgovornim za ekskreciju urinske kiseline putem bubrega. Dosad je identifikovano devet gena povezanih sa tim: SLC2A9; ABCG2; SLC17A1; SLC22A11; SLC22A12; SLC16A9; GCKR; LRRC16A; i PDZK1. Za SLC2A9 se zna da transportuje urinsku kiselinu i fruktozu.

## Literatura
- Hazard, Lisa C. (2004). Sodium and Potassium Secretion by Iguana Salt Glands. Iguanas: Biology and Conservation. University of California Press. стр. 84–85. ISBN 9780520238541.
- McCrudden, Francis H. (2008). Uric Acid. BiblioBazaar. ISBN 978-0-554-61991-0.

.

## Spoljašnje veze
- International Institut za kamen na bubregu Архивирано на веб-сајту  (13. мај 2019)
- Sadržaj purina u hrani Архивирано на веб-сајту  (12. новембар 2011)